# Brendan Cannon
Pour les articles homonymes, voir Cannon.
Pas d'image ? Cliquez ici

a Compétitions nationales et continentales officielles uniquement.

b Matchs officiels uniquement.
Dernière mise à jour le 4 février 2019.
Brendan Cannon, né le 5 avril 1973 à Brisbane, était un joueur de rugby à XV australien qui a joué avec l'équipe d'Australie entre 2001 et 2006 (42 sélections). Il jouait talonneur (1,88  m, 108  kg). Il se blesse gravement au cou lors d'une rencontre de Super 14 contre les Canterbury Crusaders en avril 2007 et doit mettre un terme à sa carrière sur avis médical.

## Carrière
Il a connu sa première sélection en juillet 2001 et a disputé son premier test match aussi en juillet 2001 contre l'équipe d'Afrique du Sud.
Il a participé à la coupe du monde de 2003 (défaite en finale).

## Palmarès

### En club
- 107 matchs de Super 14 avec Western Force (18), Waratahs (70), Reds (19)

### En équipe nationale
- Deuxième de la coupe du monde 2003
- Nombre de matchs avec l'Australie : 42

5 en 2001, 6 en 2002, 13 en 2003, 9 en 2004, 7 en 2005, 2 en 2006
- 2 essais
- 10 points